# Francesco Zerilli
Francesco Zerilli (Palermo, 16 dicembre 1793 – Palermo, 3 luglio 1837) è stato un pittore italiano del periodo neoclassico.

## Biografia
Zerilli fu allievo di Francesco Ognibene e di Giuseppe Patania.  Ha disegnato, inciso e dipinto principalmente vedute di Palermo e degli altri luoghi classici della Sicilia nello stile di Hackert.  Le tempere sono di piccolo formato su carta ed erano dipinte esclusivamente per la vendita ai nobili.
Zerilli aveva il suo studio presso la Porta Felice.  Morì nel 1837 nell'epidemia di colera a Palermo.
Annota l'erudito Agostino Gallo : "I suoi paesaggi sono pregevolissimi per l'esattezza in corrispondenza col vero,per la precisione,per la grazia del pennello...".
Bibliografia .
-F. Grasso,S. Mazzarella : Zerilli,supplemento a Kalòs,IV,n.2,Palermo,1992 .

## Opere
Le sue opere sono esposte presso la Galleria d'arte civica di Palermo. Tra le tante ricordiamo:
- 1814: Due acquerelli di navi militari
- 1823: Trapani
- 1823: Palermo
- 1824: Veduta della Marina di Palermo
- 1825: Messina
- 1825: Malta presa dal Levante
- 1826: Agrigento
- 1828: Segesta
- 1828: Paesaggio di rovine in Sicilia
- 1834: Veduta di Catania con il monte Etna
- 1834: Veduta di Palermo dal il mare
- 1837: Il Tempio di Segesta
- 1837: Il monastero di San Martino a Palermo

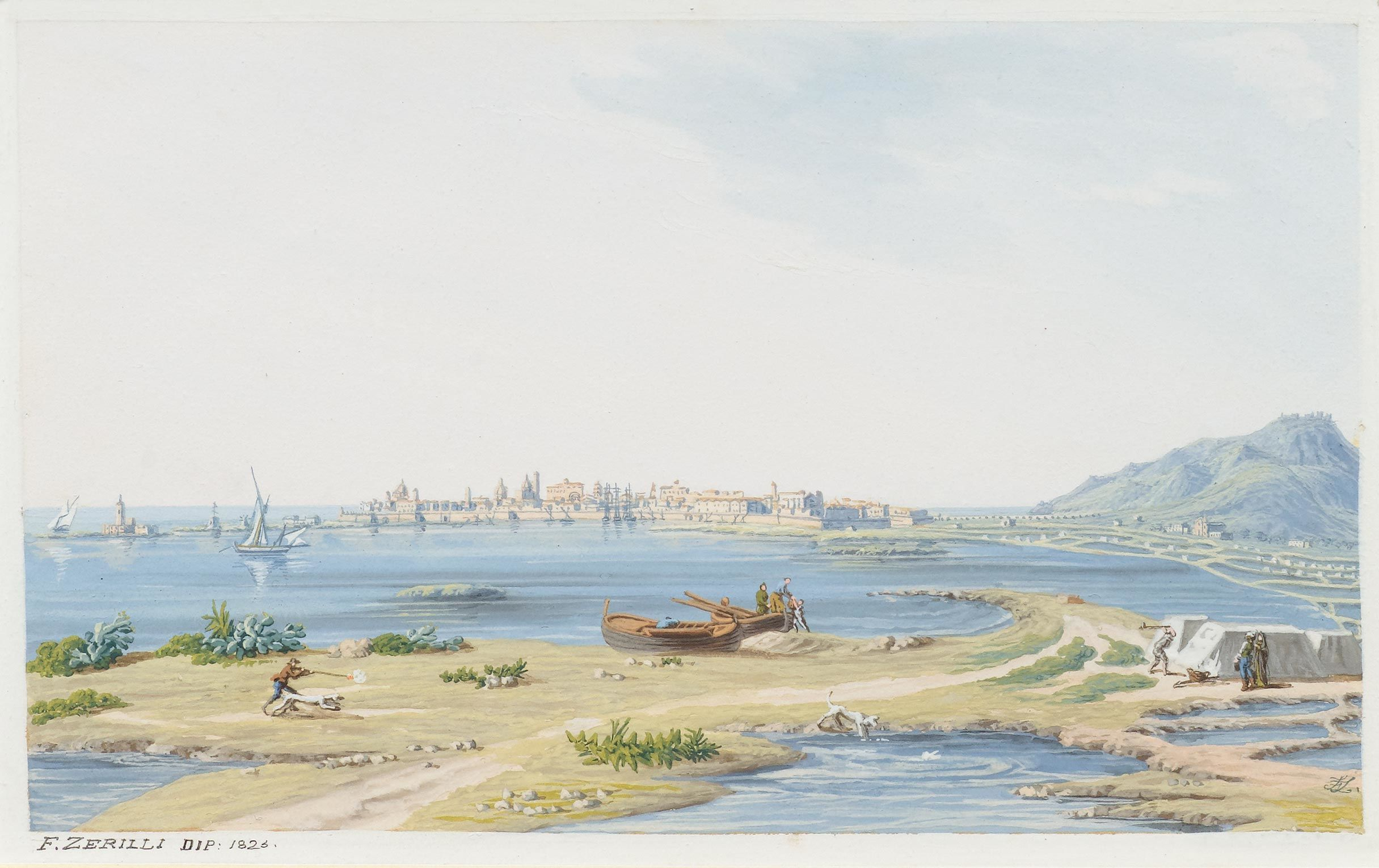
Trapani 1823

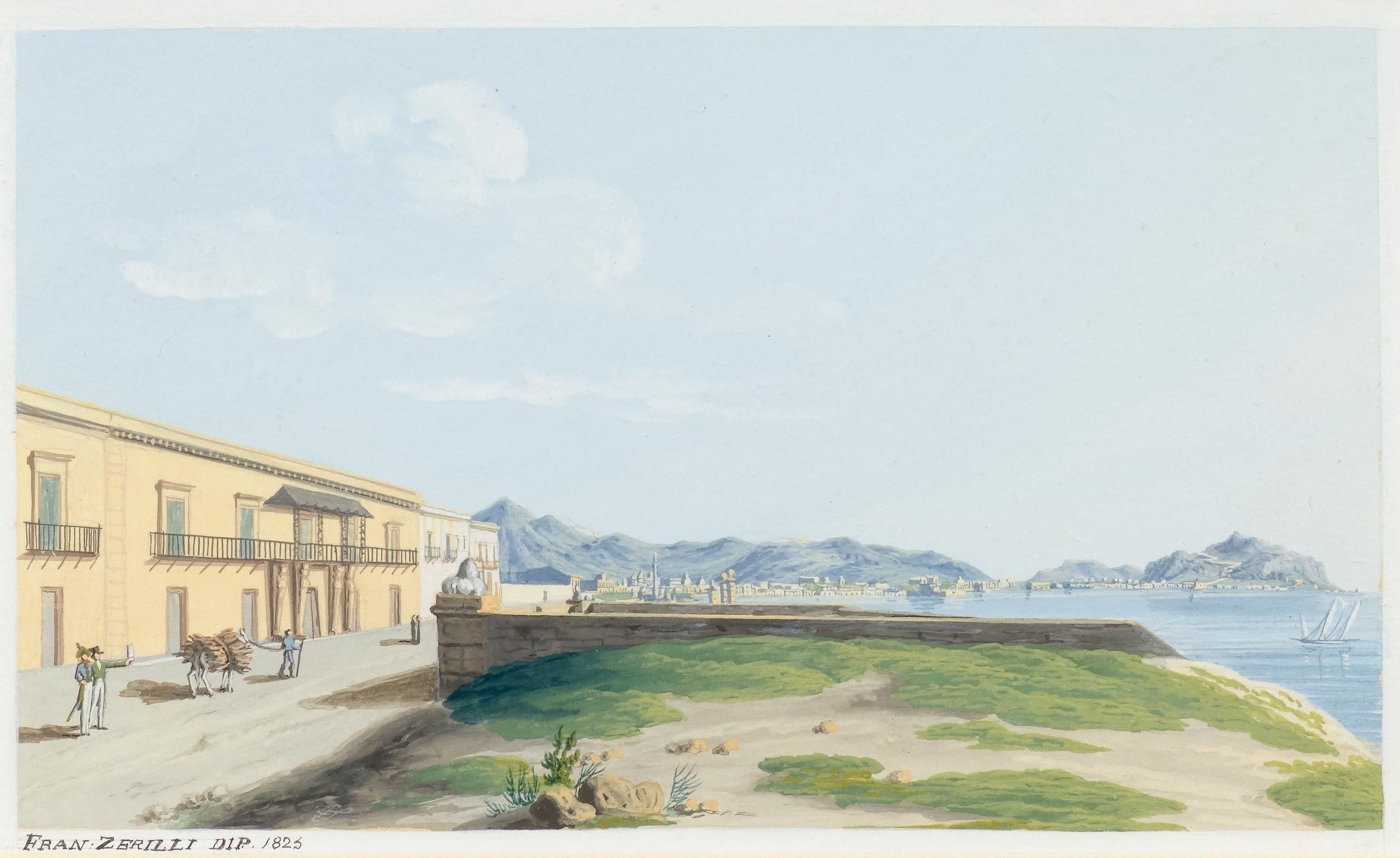
Palermo 1823

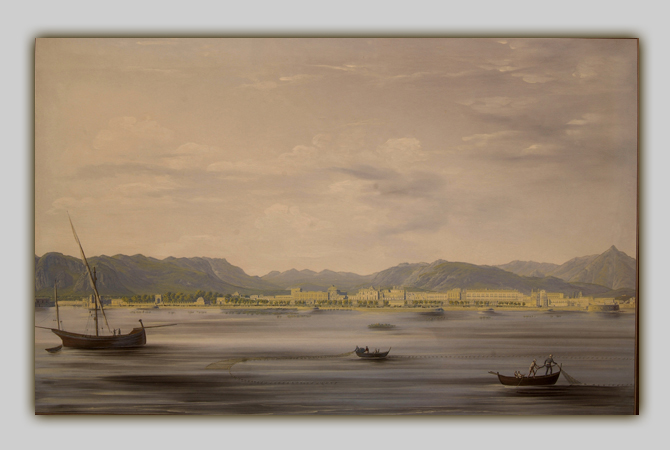
Veduta della Marina di Palermo 1824

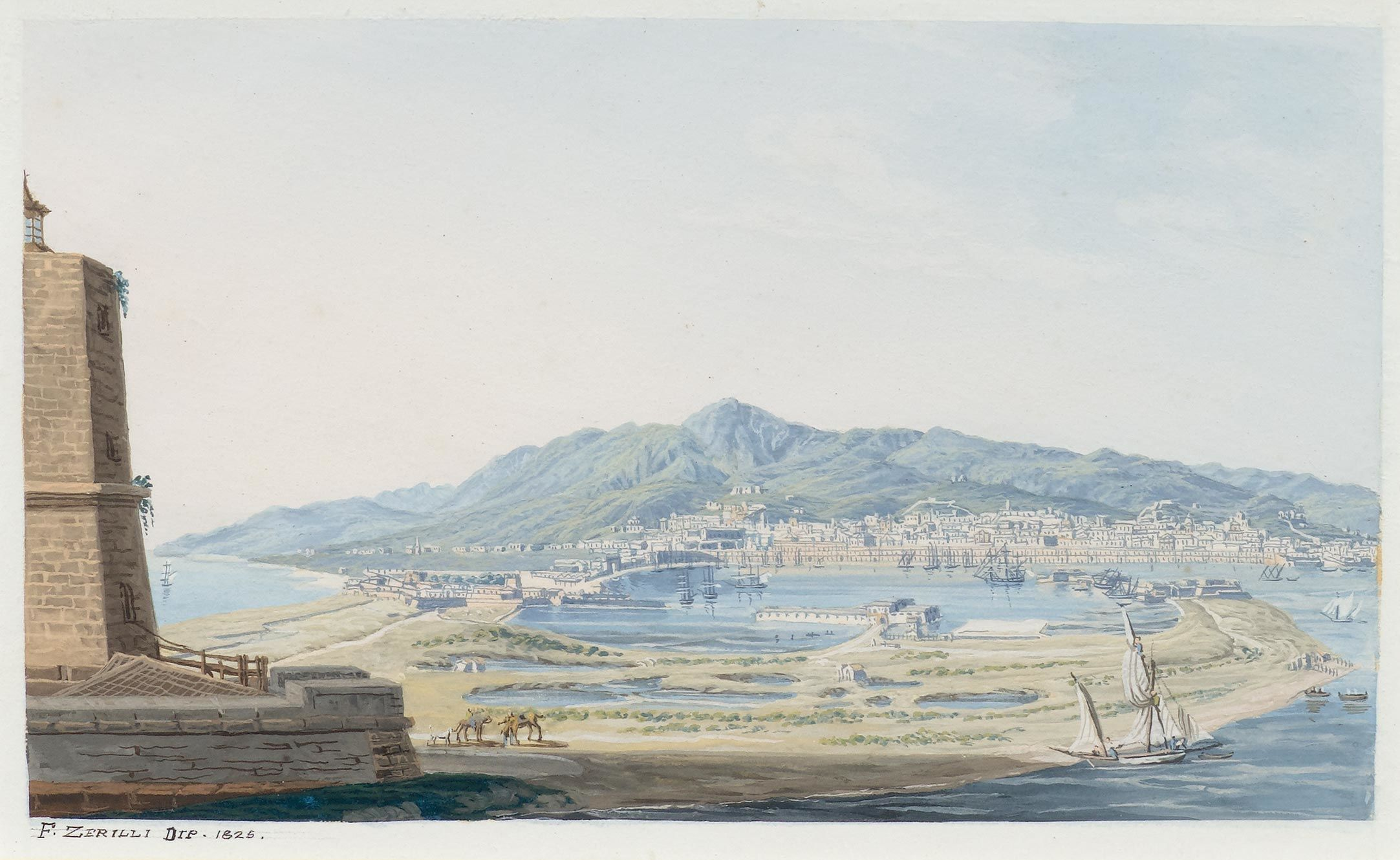
Messina 1825

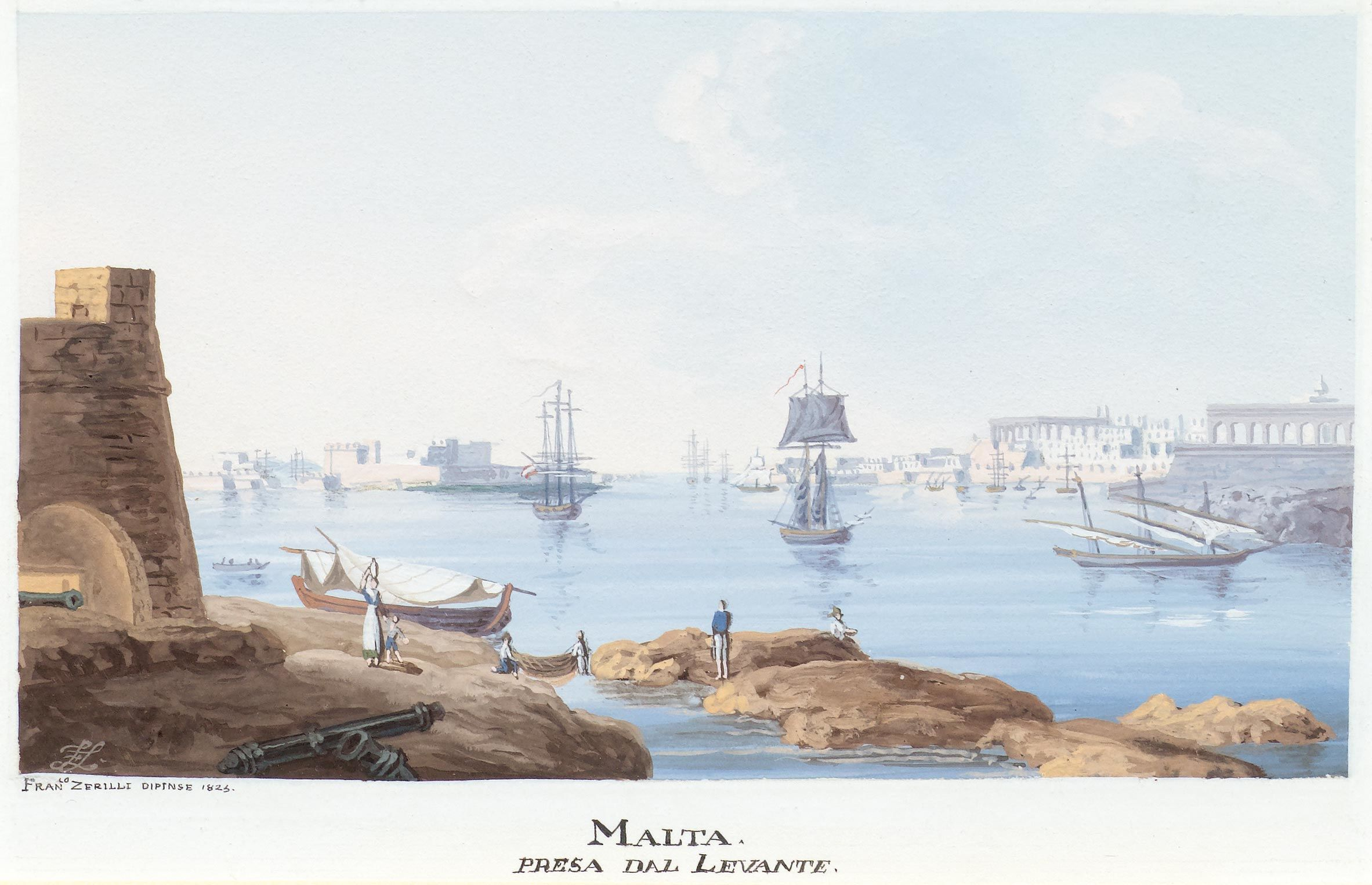
Malta presa dal Levante 1825

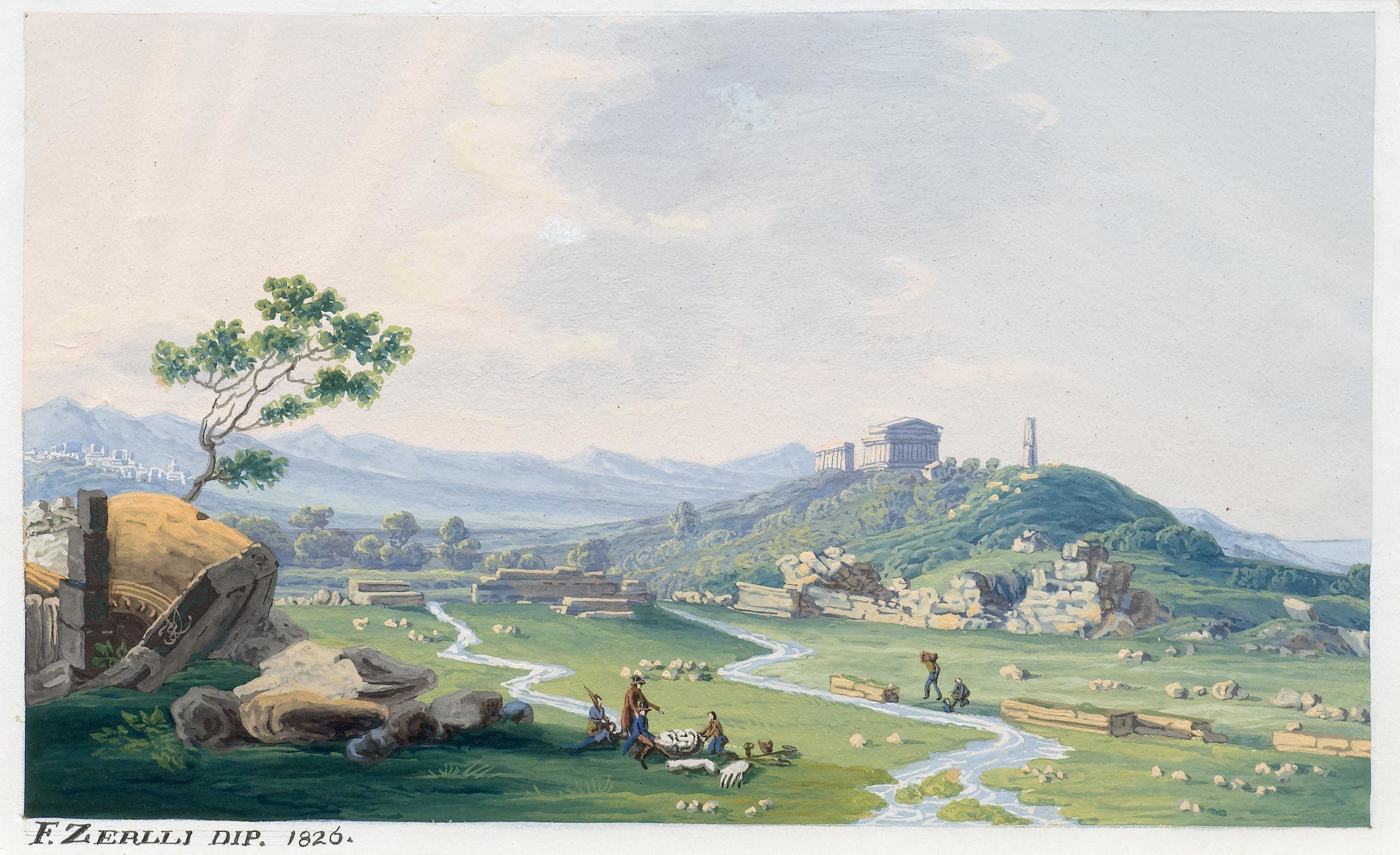
Agrigento 1826

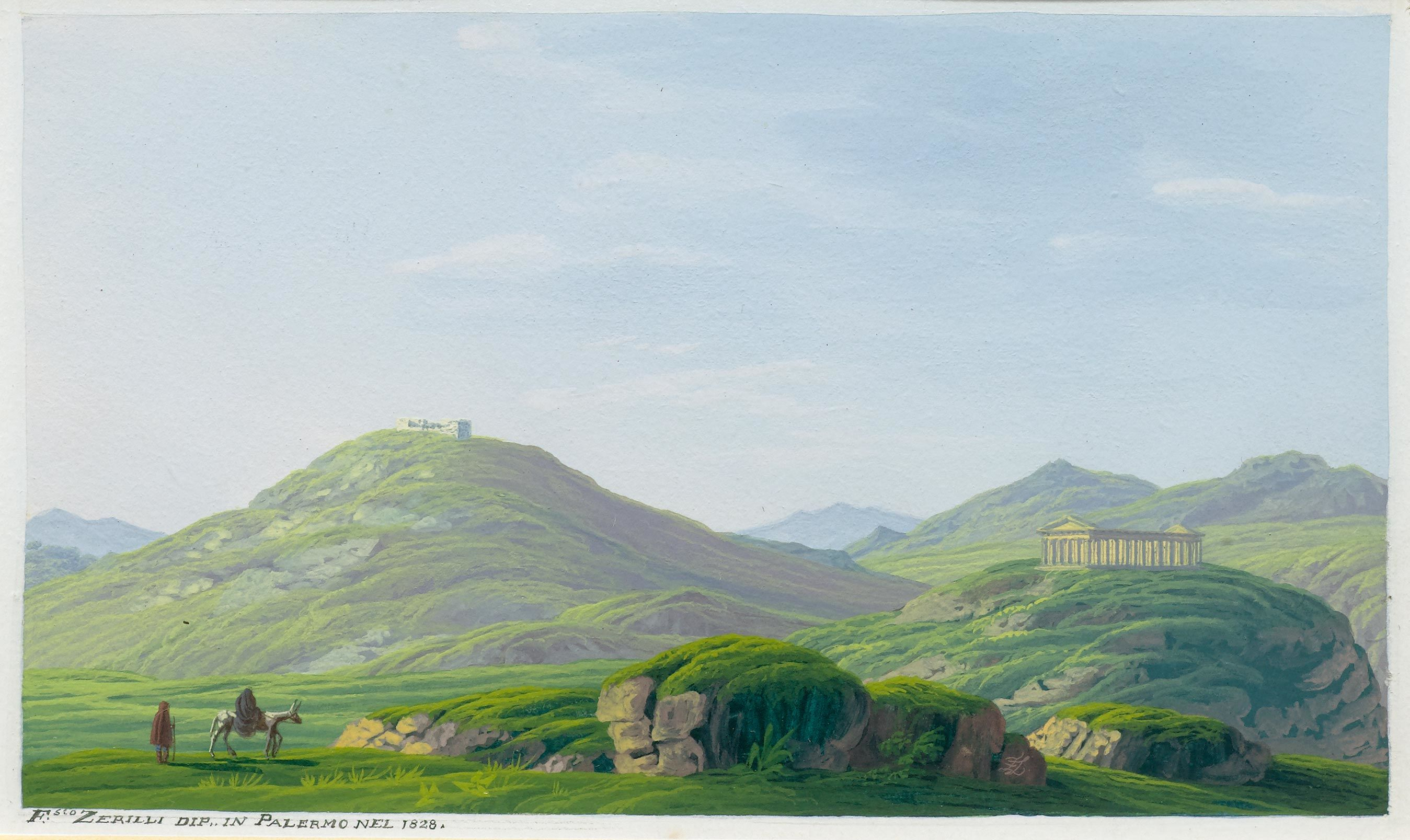
Segesta 1828

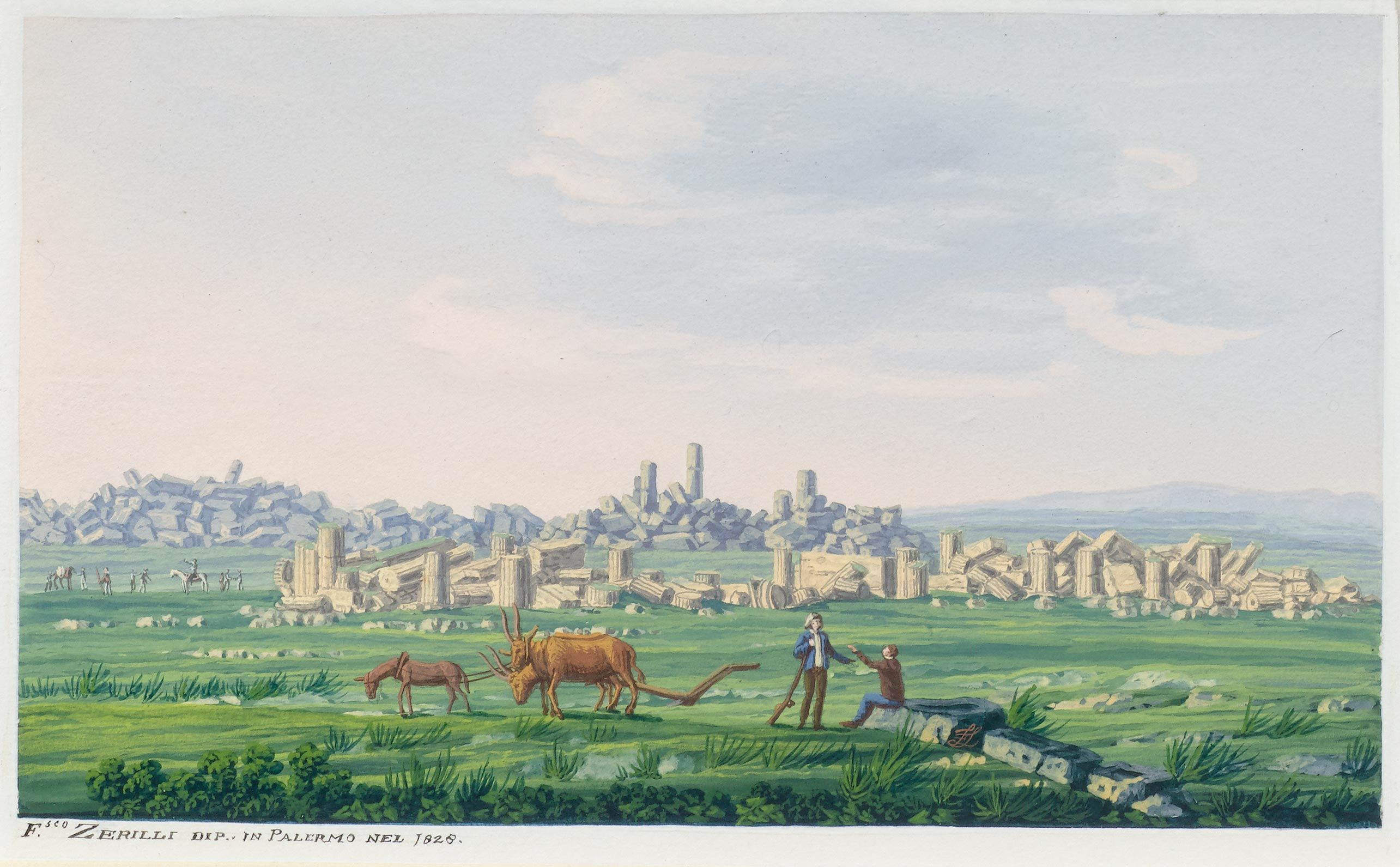
Paesaggio di rovine in Sicilia 1828

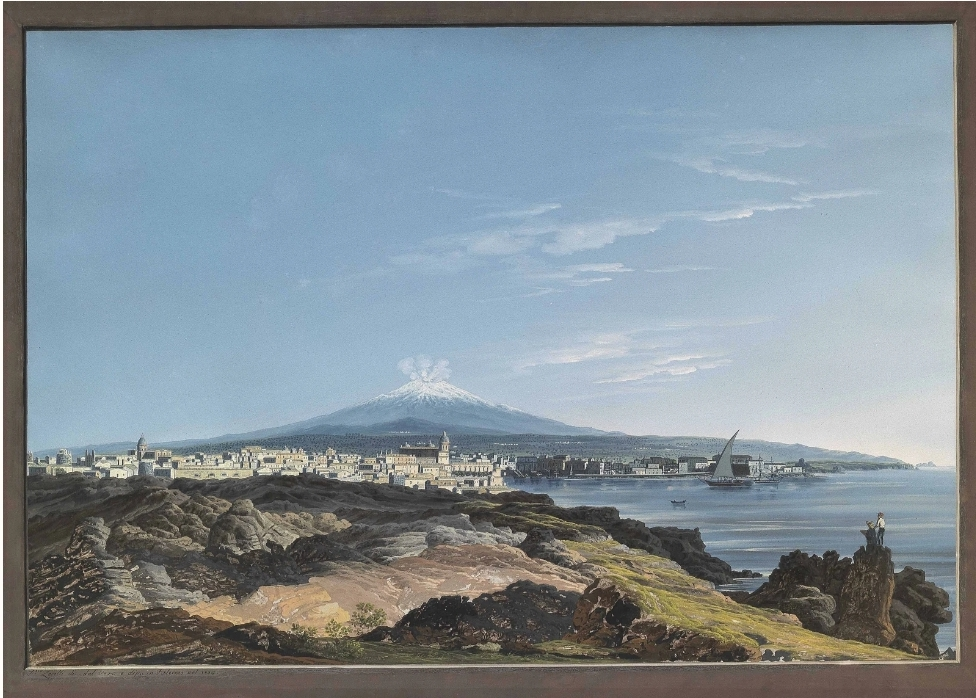
Veduta di Catania 1834

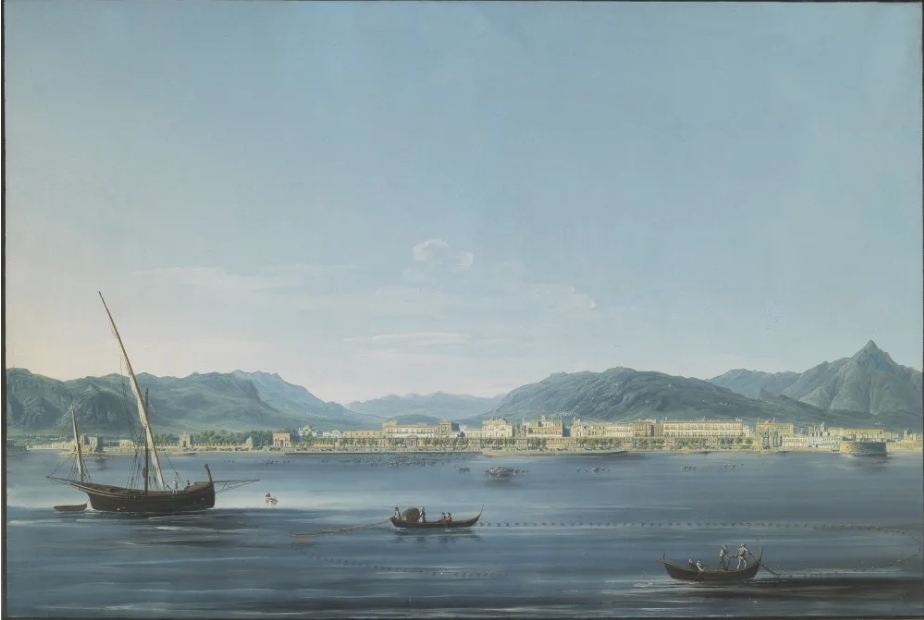
Veduta di Palermo dal mare 1834